# 天使行動
『天使行動』（てんしこうどう、原題：天使行動、英題：Iron Angels）は、1987年に香港で制作されたアクション映画である。

## 概要
香港の女優ムーン・リーの初主演作品である。西城秀樹との共演も当時話題となった。俳優陣の体当たりなアクションやスタントが売りである。特にムーン・リーは高さ6階の場所で柱をよじ登ってビル内に侵入するという危険なシーンをノースタントで演じている（本人曰く、このシーンでは命綱も付けなければ、安全マットも敷かれていなかったという）。しかしこの作品を機にアイドル女優というレッテルを剥がし、アクション女優としての地位を確立させ、以降数々のアクション映画に出演するようになった。

## ストーリー
物語はインターポールがタイの黄金の三角地帯の麻薬基地を一掃することに成功させる所から始まる。組織は大打撃により資金源を失ったため、報復としてインターポールに宣戦布告。
その攻撃によりインターポールの局員13名が殺されてしまう。窮地に陥った香港警察は超法規のプロフェッショナル・チーム“エンジェル”に組織壊滅を依頼する。捜査の結果、彼らは事件の背後にある大企業が絡んでいることを突きとめる。 麻薬シンジケートでは穏健派を実力で抑え込む悪辣な若い女ボスが指揮を執り、エンジェルと熾烈な戦争へ突入していく。

## キャスト
- 西城：西城秀樹
- ムーン：ムーン・リー
- ヤン：大島由加里
- ジョン：デヴィッド・チャン
- エレイン：エレイン・ルイ
- チャン：ウォン・チェンリー
- アレックス・フォン
- ヤン・チュン
- ワン・シェー

## 映像ソフト
中国国内ではDVDが発売されているが、日本では1989年12月21日にアポロンからVHS発売されたのみで未だにDVD化されておらず、視聴が困難な状態である。

## シリーズ
その後、続編が多く作られているがシリーズを一貫して出演しているのはムーン・リーとアレックス・フォンのみである。なお2作目は期間限定で日本公開され、3作目は日本ではVHSスルー。
- 天使行動2（1988年）
- 天使行動3（1989年）